# Eterogeneità genetica
L'eterogeneità genetica è il fenomeno per cui mutazioni in loci genetici diversi possono avere lo stesso effetto fenotipico.
Per questo fenomeno una stessa patologia genetica può avere origine da anomalie multiple e diverse del DNA.

## Tipologie
- eterogeneità allelica: mutazioni diverse sullo stesso locus
- eterogeneità di locus: mutazioni diverse in loci diversi